# Гуго I (пфальцграф Тюбингена)

Пфальцграфство Тюбинген в XII веке.

Гуго I (нем. Hugo I. von Tübingen, Hugo V. von Nagold; до 1100 года — около 1152 года) — граф фон Наголд (под именем Гуго V), первый пфальцграф Тюбингена с 1146 года.
Вероятно, получил титул пфальцграфа за поддержку, оказанную Конраду III Штауфену при его избрании королём в 1138 году. Тем самым получил статус, повысивший его в ряду других князей герцогства.
Помимо всего прочего, титул пфальцграфа давал право взимания таможенных платежей и чеканки монеты (тюбингенские пфенниги).
Гуго I фон Тюбинген унаследовал Брегенц, который при салийских и гогенштауфенских императорах был главным городом графства Брегенцского, владетель которого принадлежал к числу влиятельнейших швабских графов, и сделал его своей резиденцией, однако его сыновья перенесли столицу своих владений в Фельдкирх.

## Семья
Жена — Хемма фон Цоллерн, дочь графа Фридриха I фон Цоллерна. 
Дети:
- сын — Фридрих, пфальцграф Тюбингена (1152—1162);
- сын — Гуго II (ум. 1182), пфальцграф Тюбингена (1152—1182);
- сын — Генрих, родился около 1118 года, умер 7 апреля 1167 года в Италии от эпидемии;
- дочь — Адельгейда (родилась около 1120 года), муж — из рода графов Дахау.